# Quality Street (album)
Pour les articles homonymes, voir Quality Street.
Albums de Doc Gynéco
Liaisons dangereuses
(1998) Solitaire
(2002)
Quality Street est le 2e album du rappeur Doc Gynéco, sorti en avril 2001. 
Après la séparation avec le collectif de ses débuts, le Secteur Ä, et cherchant à se démarquer, un temps, de son image, il décide de signer ses chansons sous son vrai nom, Bruno Beausir.

## Collaborations
- Laurent Voulzy, assurant les chœurs sur Noirs et blancs
- Chiara Mastroianni sur le titre Trop jeune
- RZA (du groupe Wu-Tang Clan) et Cilvaringz sur le titre Cousins
- Gregory Isaacs pour la reprise de Thief a man, Mr. Babylone
- Eddy Gronfier, cofondateur du groupe dance virtuel One-T qui compose avec lui les deux versions du titre Souveraine et Secrets sucrés.

## Pochette et livret
- Sur la pochette, le nom de l'artiste est Bruno Doc Gynéco, Bruno étant son véritable prénom, sur le cd et sur les tranches c'est bien Doc Gyneco qui est inscrit.
- Les photos du livret sont signées Jean-Baptiste Mondino.

## Liste des titres
1. Noirs et blancs
2. Caramel
3. Trop jeune
4. Rue Mazarine
5. J'sais pas remplir ma feuille d'impôts
6. Cousins feat. RZA & Cilvaringz
7. Quality street ("Dans ma rue" 3e épisode)
8. La poudre aux yeux
9. Thief a man, Mr. Babylone
10. Souveraine (New York mix)
11. Secrets sucrés
12. L.O.V.E story
13. Souveraine (Paris cool mix)

## Classements
| Charts                       | Meilleure position |
| ---------------------------- | ------------------ |
| France (SNEP)                | 10                 |
| Belgique (Wallonie Ultratop) | 27                 |
| Suisse (Schweizer Hitparade) | 30                 |